# Tamaïta
La tamaïta és un mineral de la classe dels silicats, que pertany al grup de la ganofil·lita.

## Característiques
La tamaïta és un silicat de fórmula química (Ca,K,Ba,Na)3-4Mn24(Si,Al)40(O,OH)112·21H₂O. Cristal·litza en el sistema monoclínic. La seva duresa a l'escala de Mohs és 4.
Segons la classificació de Nickel-Strunz, la tamaïta pertany a «09.EG - Fil·losilicats amb xarxes dobles amb 6-enllaços més grans» juntament amb els següents minerals: cymrita, naujakasita, manganonaujakasita, dmisteinbergita, kampfita, strätlingita, vertumnita, eggletonita, ganofil·lita, coombsita, zussmanita, franklinfil·lita, lennilenapeïta, parsettensita, estilpnomelana, latiumita, tuscanita, jagoïta, wickenburgita, hyttsjoïta, armbrusterita, britvinita i bannisterita.

## Formació i jaciments
Va ser descoberta a la mina Shiromaru, a Okutama-cho, dins el districte de Nishitama (Prefectura de Tòquio, Japó). També ha estat descrita a la mina Molinello, a la localitat italiana de Ne (província de Gènova, Ligúria). Aquests dos indrets són els únics de tot el planeta on ha estat descrita aquesta espècie mineral.